# トマシュ・ハイト
トマシュ・ハイト（Tomasz Hajto、1972年10月16日 - ）は、ポーランドの元サッカー選手。元ポーランド代表。ポジションはディフェンダー。

## 来歴
1996年にポーランド代表デビュー。2002 FIFAワールドカップ・ヨーロッパ予選では7試合に出場、4大会ぶりのワールドカップ出場権を獲得した。2002 FIFAワールドカップでも2試合に出場した。ポーランド代表で10年間プレー、62試合に出場、6得点をあげた。

## 代表歴

### 出場大会
- ポーランド代表
  - 2002 FIFAワールドカップ

### 試合数
- 国際Aマッチ 62試合 6得点（1996年-2005年）[1]

| ポーランド代表 | 国際Aマッチ | 国際Aマッチ |
| 年             | 出場        | 得点        |
| -------------- | ----------- | ----------- |
| 1996           | 4           | 0           |
| 1997           | 6           | 0           |
| 1998           | 7           | 2           |
| 1999           | 10          | 2           |
| 2000           | 4           | 0           |
| 2001           | 10          | 1           |
| 2002           | 6           | 1           |
| 2003           | 8           | 0           |
| 2004           | 6           | 0           |
| 2005           | 1           | 0           |
| 通算           | 62          | 6           |